# NGC 2636
NGC 2636 je galaksija u zviježđu Žirafi.

## Vanjske poveznice
- SEDS: NGC 2636